# Sezimovo Ústí
Sezimovo Ústí (in tedesco Alttabor) è una città della Repubblica Ceca facente parte del distretto di Tábor, in Boemia Meridionale. Nei dintorni della cittadina si trovano le rovine del Castello di Kozí Hrádek.